# Stețkivka
Stețkivka (în ucraineană Стецьківка) este localitatea de reședință a comunei Stețkivka din raionul Sumî, regiunea Sumî, Ucraina.

## Demografie
Componența lingvistică a localității Stețkivka
     Ucraineană (95,03%)
     Rusă (4,65%)
     Alte limbi (0,17%)
Conform recensământului din 2001, majoritatea populației localității Stețkivka era vorbitoare de ucraineană (95,03%), existând în minoritate și vorbitori de rusă (4,65%).